# Christian Giménez (football, 1974)
Pour les articles homonymes, voir Christian Giménez.
Christian Gimenez (né le 13 novembre 1974 à Buenos Aires) est un footballeur argentin possédant également la nationalité italienne.
Il évoluait lors de la saison (2005-2006) à l'Olympique de Marseille. Précédemment Gimenez évoluait au FC Bâle dans le championnat de Suisse de football.

## Biographie
Auteur de plusieurs très belles saisons, durant lesquelles il marque énormément de buts, notamment aux côtés de son compère Rossi, il attire les recruteurs de clubs étrangers.
Marseille, en quête d’un attaquant afin de pallier le départ des prêtés Bamogo et Luyindula choisit alors de faire venir Gimenez. Mais Christian Gimenez a du mal à s'adapter au jeu français et à l'Olympique de Marseille où il porte le numéro 13. Il n'inscrit qu'un seul but en championnat au cours de la saison. 
Prêté au Hertha Berlin en août 2006, il retrouve son efficacité en inscrivant 13 buts en 30 matches de Bundesliga. Ce rendement lui permet un transfert définitif au Herta Berlin à l'issue de la saison 2006-2007. Courant août 2007 alors qu'il vient juste de s'engager avec Berlin, il rejoint l'équipe du Deportivo Toluca au Mexique. 
Alors qu'en janvier 2009, il devait s'engager avec le Skoda Xanthi, la Fédération mexicaine refuse de le libérer pour le club grec, il est, depuis février 2009, revenu en Europe et a signé 6 mois avec le club de FC Locarno, en Challenge League. Après avoir marqué 6 buts en 10 matchs, son prêt se termine en juin et se retrouve au chômage.
En janvier 2010, il s'engage avec le club argentin de Chacarita Juniors, 15e du Tournoi d’ouverture du Championnat argentin. Il retrouve un autre ancien pensionnaire du championnat français, Tressor Moreno (ex-FC Metz).

## Carrière
- 1991-1995 : Club Atlético San Miguel  Argentine
- 1995-1996: Boca Juniors  Argentine
- 1996-1997 : Club Atlético Nueva Chicago  Argentine
- 1997-2001: AC Lugano  Suisse
- 2001-2005: FC Bâle  Suisse
- 2005-2006: Olympique de Marseille  France
- 2006-2007: Hertha BSC Berlin  Allemagne
- 2007-déc 2008 : Club Toluca  Mexique
- fév 2009-2009 : FC Locarno  Suisse
- 2010 : Chacarita Juniors  Argentine[5]

## Palmarès
- Champion de Suisse en 2002, 2004 et 2005 avec le FC Bâle
- Meilleur buteur du Championnat de Suisse en 2001 avec le FC Lugano, en 2002 et 2005 avec le FC Bâle
- Vainqueur de la Coupe de Suisse en 2002 avec le FC Bâle
- Finaliste de la Coupe de France en 2006 avec l'Olympique de Marseille